# Segunda Divisão Russa de Futebol
A Segunda Divisão Russa de Futebol, é composta por 18 equipes que jogam 36 rodadas da Liga durante a temporada, além de brigarem pelo acesso, os clubes da Segunda Divisão Russa de Futebol tem o direito de disputar a Copa da Rússia, assim como os clubes da Terceira Divisão Russa.

## Equipes - Temporada 2014/2015
| Clube                      | Cidade            |
| -------------------------- | ----------------- |
| Anzhi                      | Makhachkala       |
| Tosno                      | Tosno             |
| Gazovik Orenburg           | Orenburg          |
| Sokol Saratov              | Saratov           |
| FK Baltika                 | Kaliningrad       |
| Krylia Sovetov             | Samara            |
| FC Tyumen                  | Tyumen            |
| Tom Tomsk                  | Tomsk             |
| SKA Energia                | Khabarovsk        |
| Shinnik Yaroslavl          | Yaroslavl         |
| Sibir                      | Novosibirsk       |
| Volga Novgorod             | Nizhny Novgorod   |
| Khimik Dzerzhinsk          | Dzerzhinsk        |
| Luch-Energiya              | Vladivostok       |
| Yenisey Krasnoyarsk        | Krasnoyarsk       |
| Sakhalin Yuzhno-Sakhalinsk | Yuzhno-Sakhalinsk |
| Volgar-Gazprom             | Astrakhan         |
| Dynamo Saint Petersburg    | Saint Petersburg  |

## História
Em 1992, a Segunda Divisão do Campeonato Russo de Futebol foi criada, 18 clubes brigam por duas vagas na Primeira Divisão, o terceiro e o quarto colocados jogam as Playoffs de Promoção contra o 13º e o 14º colocado da Primeira Liga.

### Temporada 2011/2012
O modelo da temporada 2011/2012 é extremamente diferente das temporadas atuais, primeiro, havia 38 rodadas, e os clubes se classificam para o Grupo de Promoção, e o Grupo de Rebaixamento. 
Quando os grupos estão formados, com 8 clubes em cada um, ocorrem 52 jogos dentro de cada grupo, e apenas 2 times tem vaga garantida para a Primeira Liga, o terceiro e o quarto colocado, jogam as Playoffs de Promoção.
Porém, na temporada seguinte ocorreu uma enorme mudança.

### Temporada 2012/2013
Na temporada 2012/2013, a Federação Russa de Futebol decidiu a mudança no modelo do campeonato, uma organização mais prática e menos desgastante para os clubes, 32 rodadas durante a Liga foram feitas, porém, havia mais uma mudança na temporada seguinte.

### Temporada 2013/2014
De acordo com a Federação Russa de Futebol, o acesso dos clubes dos grupos da Terceira Divisão estava muito difícil, pois só havia 2 vagas para 5 grupos da Terceira Divisão, então, o famoso Z4 foi adotado na Segunda Divisão Russa, desta vez sem Playoffs de Promoção ou Rebaixamento.
Artilharia
A Segunda Divisão Russa de Futebol na temporada 2013/2014 foi muito disputada, o Mordovia Saransk venceu, mas o artilheiro da Liga foi o jogador Russo Kutjin A. que marcou 19 gols durante as 36 rodadas do campeonato.

### Últimos Campeões
| Campeão            | Temporada |
| ------------------ | --------- |
| Mordovia Saransk   | 2013/2014 |
| Ural Yekaterinburg | 2012/2013 |
| Mordovia Saransk   | 2011/2012 |
| Kuban Krasnodar    | 2010/2011 |
| Anzhi Makhachkala  | 2009/2010 |
| FK Rostov          | 2008/2009 |
| Shinnik Yaroslavl  | 2007/2008 |
| Khimik Dzerzhinsk  | 2006/2007 |
| Luch-Energiya      | 2005/2006 |
| Terek Grozny       | 2004/2005 |
| Amkar Perm         | 2003/2004 |
| Rubin Kazan        | 2002/2003 |
| Shinnik Yaroslavl  | 2001/2002 |
| Anzhi Makhachkala  | 2000/2001 |

Fonte: <soccerwiki.org> <uefaclubs.com>